# Portsmouth (Ohio)
Portsmouth es una ciudad ubicada en el condado de Scioto en el estado estadounidense de Ohio. En el Censo de 2010 tenía una población de 20226 habitantes y una densidad poblacional de 705,32 personas por km².

## Geografía
Portsmouth se encuentra ubicada en las coordenadas 38°45′10″N 82°57′9″O / 38.75278, -82.95250. Según la Oficina del Censo de los Estados Unidos, Portsmouth tiene una superficie total de 28.68 km², de la cual 27.8 km² corresponden a tierra firme y (3.05%) 0.88 km² es agua.

## Demografía
Según el censo de 2010, había 20226 personas residiendo en Portsmouth. La densidad de población era de 705,32 hab./km². De los 20226 habitantes, Portsmouth estaba compuesto por el 90.13% blancos, el 5.1% eran afroamericanos, el 0.45% eran amerindios, el 0.61% eran asiáticos, el 0.02% eran isleños del Pacífico, el 0.72% eran de otras razas y el 2.97% pertenecían a dos o más razas. Del total de la población el 2.17% eran hispanos o latinos de cualquier raza.